# Watakkirunta
Watakkirunta (tamil. trl. vaṭakkirunta, „Ten, który zwrócił się w kierunku północy”) – pochodzące z języka tamilskiego, hinduistyczne określenie opisujące osobę, która popełniła samobójstwo rytualne. Osoba taka, będąc wojownikiem, kierowała się twarzą w stronę północy, zgodnie z wierzeniami indyjskimi, iż gdzieś na północy zlokalizowany jest raj wojowników (Indraloka). Formą zadania śmierci bywało przebicie się mieczem. Powodem podjęcia samobójstwa rytualnego przez wojownika mogło być ugodzenie podczas walki przeciwnika w plecy lub ucieczka z pola walki – wierzono, że wybór samobójczej śmierci potrafił zmazać taką winę.